# Eliotropio (film 1928)
Eliotropio è un film muto del 1928 diretto da Victor Schertzinger. È il rifacimento di Eliotropio, film del 1920 di George D. Baker. Altre versioni della storia di Richard Washburn Child sono state fatte nel 1936 con Forgotten Faces di Ewald André Dupont e nel 1942 con Io la difendo di Edwin L. Marin.

## Produzione
Il film fu prodotto dalla Paramount Famous Lasky Corporation.

## Distribuzione
Distribuito dalla Paramount Pictures, il film uscì nelle sale USA il 5 agosto 1928. Copie del film sono conservate al Museum of Modern Art di New York.

### Date di uscita
- USA	5 agosto 1928 (Forgotten Faces) (Heliotrope, titolo di lavorazione)
- Austria	1929	 (Vergessene Gesichter)
- Germania 1929 (Der Schwur des Harry Adams)
- Finlandia	10 ottobre 1929
- Estonia 30 dicembre 1929 (Unustatud näod)
- Portogallo 2 aprile 1930	(Caras Esquecidas)